# Ucraïna Occidental

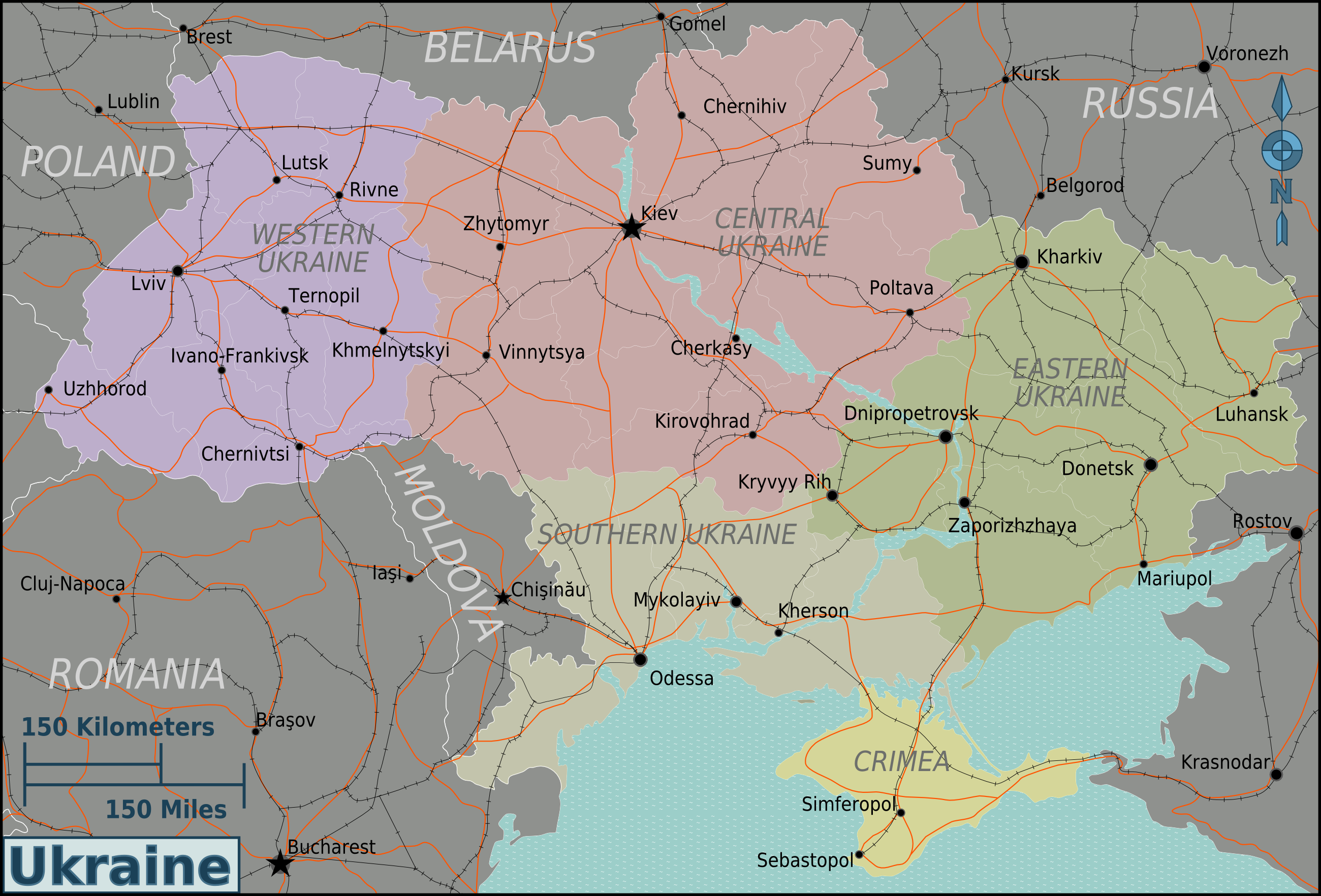
Mapa territorial d'Ucraïna dividit per regions

La regió Occidental d'Ucraïna o Ucraïna Oest (Західна Україна en ucraïnès, transl.: Zakhidna Ukrayina) correspon a la regió formada per les províncies occidentals d'Ucraïna. Les localitats principals són Txernivtsí, Halitx, Ivano-Frankivsk, Khotín, Lutsk i Lviv, entre d'altres.
La divisió administrativa de la zona va ser definida en el marc de la història europea respecte a les guerres esdevingudes en el continent durant el segle XX on es van produir diverses annexions. L'actual sistema de oblasts coincideix amb l'anterior divisió territorial de la II República de Polònia de 1939 anterior a la invasió soviètica. Després de la fi de la II Guerra Mundial, les regions (anteriorment parteix de Polònia) van passar a formar part de l'RSS d'Ucraïna després de celebrar el 22 d'octubre de 1939 un referèndum il·llegal en el qual la ciutadania "donava el seu consentiment" al traspàs del territori. El seu rerefons històric fa de la regió occidental única i diferent respecte a la resta del país.

## Divisió administrativa i històrica
| Óblast (Ucraïna)   | Població benvolguda (cens de 2001) (per milers) | Àrea (km²) | Territoris històrics                                             | Cens de 1931(Polònia) |
| ------------------ | ----------------------------------------------- | ---------- | ---------------------------------------------------------------- | --------------------- |
| Txernivtsí         | 922,8                                           | 8.097      | Part del Regne de Romania                                        |                       |
| Ivano-Frankivsk    | 1.409,8                                         | 13.900     | Stanisławowskie                                                  | 1.480,3               |
| Khmelnitski        | 1.430,8                                         | 20.645     | Incorporat a l'RSS d'Ucraïna després del tractat de Riga en 1921 |                       |
| Lviv               | 2.626,5                                         | 21.833     | Nord-est de Lwowskie                                             | (tot.) 3.126,3        |
| Província de Rivne | 1.173,3                                         | 20.047     | Comtats de Równe, Kostopol i Sarny                               | 593,7                 |
| Ternòpil           | 1.142,4                                         | 13.823     | Tarnopolskie                                                     | 1.533,5               |
| Volínia            | 1.060,7                                         | 20.144     | Mig oest de Wołińskie                                            | (tot.) 2.085,6        |
| Transcarpàcia      | 1.258,3                                         | 12.777     | Rutenia subcarpática                                             |                       |
| Total              | 11.024,6                                        | 131.266    |                                                                  |                       |

## Història
A diferència de la resta d'Ucraïna, la major part de les províncies no van pertànyer a l'Imperi rus. És l'únic territori on la unitat administrativa es denomina per les seves regions històriques des de fa segles en lloc dels centres administratius que s'usen de manera comuna per la resta del país. La zona sud-oest va formar part de l'Imperi Austrohongarès després de les particions de Polònia. L'àrea nord de les localitats de Lutsk i Rivne van ser annexionades a l'Imperi rus en 1795 després de la tercera i última partició de Polònia, territori que va sofrir repressions i on es van produir deportacions en massa a part dels aixecaments de Gener i de Novembre. Per contra, la defragmentació austríaca (actuals províncies de Lviv i Ivano-Frankivsk) va ser més pacifica després d'arribar a un acord d'indemnització per la perduda dels territoris. Durant els pròxims anys, Austrohòngria va ser partidària de l'existència d'un cos polític ucraïnès en contrast amb la cultura polonesa de la regió de Galítsia. La meitat sud va romandre sota el mandat de l'administració austrohongaresa fins als inicis de la I Guerra Mundial en 1918.

### Període d'entreguerres i II Guerra Mundial
Després de la caiguda de la República Popular Ucraïnesa en 1918 en la guerra civil a Ucraïna de 1921, Ucraïna occidental va quedar dividida després del Tractat de Riga signat per Polònia, Txecoslovàquia, Hongria i la Unió Soviètica. Els soviètics van prendre el control de pràcticament el territori oest i de la frontera aquest amb Polònia. En el període d'entreguerres, la major part del territori de l'actual Ucraïna occidental va passar a formar part de la II República de Polònia mentre que Bucovina i els Carpats ucraïnesos es van repartir entre Romania i Txecoslovàquia.
Durant l'Operació Barbarroja per part de l'Alemanya Nazi, la regió va passar a formar part del III Reich sent dividit en dues parts: la meridional va ser incorporada en el districte de Galitzia l'1 d'agost de 1941 ((Per ordre d'Adolf Hitler: Document Nº. 1997-PS del 17 de juliol de 1941) i administrada per la comandància de Chełm, oest del Govern General, mentre que el nord va ser una administració autònoma del Reichkommisariat amb capital en Rivne. Cap de les dues estaven connectades políticament. D'altra banda Bucovina va acabar sota dominis del Regne de Romania, llavors estat titella de l'Alemanya Nazi. Després de la fi de la II Guerra Mundial amb la consegüent derrota del Govern alemany, tots els territoris ocupats van tornar a l'RSS d'Ucraïna.

## Cultura
L'ucraïnès és l'idioma vehicular de la regió encara que a les escoles també s'ensenya rus i altres idiomes minoritaris com a matèria escolar. No obstant l'ús del rus és minoritari i no compta amb el respatller de la majoria de la població.
Quant a la religió, la major part de la població està lligada al ritu bizantí igual que en la resta del país. En temps de la Unió Soviètica, la religió va ser proscrita i perseguida, i per això avui té un paper influent en la societat. A les províncies gallegues la religió predominant és la greco catòlica mentre que a les regions de Volhinya, Bukovina i Transcarpatia preval l'ortodoxa. En les altres regions ucraïneses les propietats de l'Església i el clergat depèn del Patriarcat de Moscou mentre que a les províncies occidentals són més afins al Patriarcat de Kíev.
En política tendeixen a ser partidaris del nacionalisme ucraïnès sent clars opositors al govern del Kremlin i dels partits prorrusos del país. La major part de l'electorat de l'oest va votar "sí" a la independència d'Ucraïna de 1991 igual que la resta del país. Segons una enquesta duta a terme per l'Institut Sociològic Internacional de Kíev, un 0,7% de la població va declarar estar a favor de la unió amb Rússia mentre que a nivell nacional era d'un 12,5%.
La regió occidental és el bastió principal dels partits proucrainians i proeuropeus com Nasha Ukrayina i Batkivshchyna.